# تیستبرگا
تیستبرگا (به سوئدی: Tystberga) یک منطقهٔ مسکونی در سوئد است که در Nyköping Municipality واقع شده‌است.

## خصوصیات
تیستبرگا ۰٫۹۲ کیلومترمربع مساحت و ۸۲۸ نفر جمعیت دارد.